# Halicyclops dedeckeri
Halicyclops dedeckeri is een eenoogkreeftjessoort uit de familie van de Halicyclopidae. De wetenschappelijke naam van de soort is voor het eerst geldig gepubliceerd in 1983 door Brownell.